# Miloš Šobajić
Miloš Šobajić (fr. Milos Sobaïc; Papuk, 23. decembar 1944 — Beograd, 24. april 2021) bio je srpski i francuski slikar i vajar. Smatra se jednim od najznamenitijih srpskih i evropskih umetnika.

## Biografija
Rođen je 1944. godine u zbegu na planini Papuk u Slavoniji. Majka ga je u pelenama prenela preko Mađarske u Srbiju, i tek tada ga je prijavila matičnoj službi, zbog čega je u mnogobrojnim publikacijama zapisano da je rođen 1945. u Beogradu.
Po ocu Voju, potiče iz nikšićke familije, koja je krajem 19. veka donela u Crnu Goru prvi bioskop, prvu robnu kuću, prvo pozorište, čitaonicu i biblioteku, pleh orkestar, prve novine i časopise. Majka Mirjana potiče iz Like.
Osnovnu i srednju školu je pohađao u Beogradu, Istanbulu i Nikšiću. Maturirao u Prvoj Beogradskoj gimnaziji, 1964. godine. Završio je Akademiju Likovnih umetnosti u Beogradu 1970, da bi se dve godine kasnije preselio u Pariz. Od 2005. godine predaje na Luksun Akademiji lepih umetnosti u Šenjangu u Kini, a istovremeno osniva Fakultet za umetnost i dizajn na Megatrend univerzitetu u Beogradu, na kojem je bio dekan, redovni profesor i počasni doktor, da bi godine 2012. postao profesor emeritus. Takođe je kao mentor na doktorskim studijama radio i na Fakultetu savremenih umetnosti u Beogradu.
Svoja dela je predstavio na preko osamdeset samostalnih izložbi širom planete i učestvovao na oko pet stotine grupnih izložbi. Njegova dela se nalaze u tridesetak muzeja savremene umetnosti u svetu. Dobitnik je niza nagrada u Srbiji. Ruska Duma mu je dodelila 2018. godine orden počasnog gosta Rusije, a 2019. godine dodeljena mu je Zlatna medalja Republike Srbije, za izuzetne zasluge u oblasti kulturnih delatnosti, posebno slikarstva.
O radu Miloša Šobajića je objavljeno pet monografija kod izdavača u Parizu, Beogradu i Londonu, čije su tekstove pisali Alen Žufroa, nobelovac Peter Handke, Edvard Lusi-Smit i drugi. O Milošu Šobajiću je objavljeno blizu sedam stotina tekstova u francuskoj, italijanskoj, srpskoj, američkoj, japanskoj, grčkoj i nemačkoj štampi, kao i veliki broj televizijskih filmova i prikaza.
Francuski kompozitor  Rene-Luj Baron je napravio muzički film o Šobajićevim delima.
Svoju prvu knjigu, pod nazivom: Slikaj i ćuti, autobiografskog  karaktera, a koja govori o uticaju globalizma na savremenu likovnu umetnost, objavio je 2018. godine.
Bio je oženjen Majom T. Iskjerdo (шп. Maja T. Izquierdo)., a prva supruga mu je bila Lotos Masnikosa-Šobajić
Godine 2021. objavljuje autobiografiju "Mojih devet života", knjiga koju posvećuje svojoj supruzi Maji. Ova autobiografija izdata je  kod izdavača "Vukotic&Media"
Godine 2021. zajedno sa suprugom Majom T. Iskjerdo napisao je svoju prvu dramu, pod nazivom "Vecin cirkus" koju je izdalo "Narodno pozorište Timočke Krajine".
Njegova dela nalaze se u 40 muzeja po svetu.
Sahranjen je 29. 4.2021. u Aleji zaslužnih građana na Novom groblju u Beogradu. Na komemoraciji održanoj u Skupštini grada Beograda
govorili su istoričar umetnosti Nikola Kusovac, pijanista i direktor Beogradske filharmonije Ivan Tasovac i profesor, književnik i diplomata Darko Tanasković. Počast velikom umetniku je odata kroz njegovu omiljenu kompoziciju "Historia de un amor", a emitovan je i odlomak Šobajićevog govora za Radio Beograd u kome kaže: "Ja sam Feniks i opet se vraćam, uvek sam početnik i uvek učim".
Grad Beograd predviđa otvaranje Muzeja Miloš Šobajić u toku 2021. godine.
Direktorka Muzeja grada Beograda, Jelena Medaković, u svom govoru na sahrani, rekla je sledeće: "Jedan deo našeg Muzeja, poneo je ime Miloš Šobajić. Milošev prostor oslikavaće njegov duh i karakter, njegovu veličinu." Medaković je zatim prenela poruku koju je Nobelovac Peter Handke uputio Miloševoj supruzi Maji: "Često mislim na svog druga, njegovu sliku nosim pred očima, iako fizički ne prisustvujem sahrani, danas u mislima biću sa Milošem i sa vama. Veliki slikar, moj veliki prijatelj, ostaće zauvek u mom srcu".

## Literatura
- ,  (2013). . Приступљено 24. 1. 2020.
- , 2002.
- Miloš Šobajić u svetlosti kritike — hrestomatija, 2005.
- , 1991.
- Slikaj i ćuti

## Spoljašnje veze
- Zvanična internet stranica Архивирано на веб-сајту  (14. август 2020) (језик: енглески)
- Miloš Šobajić na arte.rs (језик: енглески)
- Romantik u duši, buntovnik na platnu („Politika“, 20. mart 2011)
- Šobajić: Ko će nas hraniti kad svi dođu u Beograd? („Večernje novosti“, 28. februar 2016)
- Opasnost iz mašte postala ružna stvarnost: Miloš Šobajić kaže da smo svi Kafkini junaci („Večernje novosti“, 4. maj 2020)
- Duhovni portreti: Miloš Šobajić (TV Hram, 20. oktobar 2016)
- Ugasio se život velikog slikara Miloša Šobajića, nije uspeo da obraduje majku za 100. rođendan („Večernje novosti”, 24. april 2021)
- Пола године од смрти Милоша Шобајића - сећање на великог сликара („Вечерње новости”, 24. октобар 2021)